# Jennie Rosengren
Jennie Karolina Rosengren, född Olofsson den 25 maj 1979 i Helsingborg, är en svensk skådespelare, sångerska och revyartist.

## Biografi
Jennie Rosengren gick estetiska programmet i Helsingborg och fick därefter anställning hos Eva Rydberg på Fredriksdalsteatern i Helsingborg. Här jobbade hon först bakom scenen innan hon 2000 fick en roll i "Arnbergs korsettfabrik". 1999–2000 var Rosengren engagerad som dansare och körsångerska i Sundspärlans julshower "Millebravo" och "Jorden runt på 80 minuter och lite till", med bl a Adde Malmberg och Danne Stråhed. 2002 medverkade Rosengren i Arlövsrevyn och från 2006 ingick hon i den fasta ensemblen i samma revy fram till 2020 när revyn lades ner.
2006 medverkade Rosengren som Jill i tjejgänget Pink Ladies i Nöjesteaterns uppsättning av "Grease" med bl a Måns Zelmerlöw och Nina Pressing. Hon gjorde även rollen som Rektor Lynch på den efterföljande turnén.
Jennie Rosengren har under flera år jobbat i Danne Stråheds julshower, främst på Dannes eget nöjespalats Dannero, som artist, regissör och koreograf. Hon har också samarbetat med Sven Melander, Mikael Neumann och Tommy Juth i deras uppsättningar runt om i Skåne. Både som koreograf och medverkande. 2008–2016 var Rosengren programledare på "Granbackekvällarna" i Arlöv tillsammans med Kent Nilsson. Samma uppgift hade hon 2017–2019 på "Kul-i-juli" i Helsingborg. Nu med Olle Larsson som parhäst.
2022-2024 spelade hon den kvinnliga huvudrollen Susan Himmelblå i musikalen "Mitt om Natten" på Nöjesteatern i Malmö. 
2024 medverkade Rosengren i farsen Korvfabrikören i rollen som "Ditte Augustsson" på friluftsteatern Vallarna i Falkenberg. En roll som hon även kommer att spela i Kalabalik i fabriken, som är 2025 års uppsättning på samma teater.

## Teater
| År         | Roll                        | Produktion                                                                | Regi          | Teater                   |
| ---------- | --------------------------- | ------------------------------------------------------------------------- | ------------- | ------------------------ |
| 1999       | Dansare, körsångerska       | Millebravo                                                                |               | Sundspärlan              |
| 2000       | Dansare, körsångerska       | Jorden runt på 80 minuter och lite till                                   |               | Sundspärlan              |
| 2000       | Blondie                     | Arnbergs korsettfabrik                                                    |               | Fredriksdalsteatern      |
| 2002       | Artist                      | Arlövsrevyn med bl a Uffe Larsson och Freddy Jönsson                      |               | Arlövs teater            |
| 2003       | Artist                      | Arlövsrevyn med bl a Siw Malmqvist och Jarl Borssén                       |               | Arlövs teater            |
| 2006       | Artist                      | Arlövsrevyn med bl a Sven Melander och Siw Carlsson                       |               | Arlövs teater            |
| 2006       | Jill                        | Grease med bl a Måns Zelmerlöw                                            |               | Nöjesteatern             |
| 2007       | Artist                      | Arlövsrevyn med bl a Sven Melander och Lotta Engberg                      |               | Arlövs teater            |
| 2007       | Rektor Lynch                | Grease on Tour                                                            |               | Turné                    |
| 2007- 2021 | Artist, Regissör, Koreograf | Julshow på Dannero med bl a Danne Stråhed                                 |               | Dannero                  |
| 2008       | Artist                      | Arlövsrevyn med bl a Lasse Brandeby och Marianne Mörck                    |               | Arlövs teater            |
| 2009- 2020 | Artist, Koreograf           | Arlövsrevyn                                                               |               | Arlövs teater            |
| 2012       | Koreograf                   | Semestersabotörerna                                                       |               | Lorensdal                |
| 2016       | Farmor Skogsmus             | Klas Klättermus                                                           |               | Nöjesteatern             |
| 2019       | Artist                      | Povel Ramel Tribute med bl a Adde Malmberg, Johan Glans och Per Andersson |               | Lund Comedy Festival     |
| 2021       | Artist, Koreograf           | Höstattack med bl a Mikael Neuman och Tommy Juth                          |               | Turné                    |
| 2022       | Artist                      | Kalmarsundsrevyn                                                          |               | Kalmar Teater            |
| 2022-2024  | Susan Himmelblå             | Mitt om natten                                                            |               | Nöjesteatern             |
| 2023-2024  | Artist, Koreograf           | Arlövsrevyn                                                               |               | Arlövs teater            |
| 2024       | Ditte Augustsson            | Korvfabrikören                                                            |               | Vallarna                 |
| 2025       | Ditte Augustsson            | Kalabalik i Fabriken Håkan Klamas och Niklas Holtne                       | Niklas Holtne | Vallarnas friluftsteater |

## Filmografi roller
- 2021 – Medverkande i avsnitt 1 av SVT:s serie "Tunna blå linjen"[11]

## Utmärkelser
2017 fick Rosengren ta emot Laila Westersunds revystipendium på Stallfåglarnas 70-årsjubileum på Oscarsteatern i Stockholm.